# Héctor Vinent
Héctor Vinent Cháron (Santiago de Cuba, 25 juli 1972) is een Cubaans bokser. Hij werd olympisch kampioen in de halfweltergewichtklasse op de Olympische Spelen van 1992 en won 4 jaar later op de Olympische Spelen van 1996 weer het goud in de halfweltergewichtklasse. Ook won hij twee keer het wereldkampioenschap boksen.

## Erelijst

### Olympische Spelen
- 1992 in Barcelona, Spanje (–63,5 kg)
- 1996 in Atlanta, Verenigde Staten (–63,5 kg)

### Wereldkampioenschappen
- 1993 in Tampere, Finland (–63,5 kg)
- 1995 in Berlijn, Duitsland (–63,5 kg)

### Pan-Amerikaanse Spelen
- 1995 in Mar del Plata, Argentinië (–63,5 kg)

1952: Charles Adkins ·
1956: Vladimir Jengibarjan ·
1960: Bohumil Němeček ·
1964: Jerzy Kulej ·
1968: Jerzy Kulej ·
1972: Ray Seales ·
1976: Ray Leonard ·
1980: Patrizio Oliva ·
1984: Jerry Page ·
1988: Vjatsjeslav Janovski ·
1992: Héctor Vinent ·
1996: Héctor Vinent ·
2000: Moechammadkadyr Abdoellajev ·
2004: Manus Boonjumnong ·
2008: Manuel Félix Díaz ·
2012: Roniel Iglesias ·
2016: Fazliddin Gaibnazarov